# Abraham Meijer
Abraham Meijer (Hasselt, 17 januari 1765 – Huizen (Hoogeveen), 9 oktober 1855) was een Nederlandse burgemeester.

## Leven en werk
Meijer was een zoon van Henderik Meijer en Johanna van Regten. Hij werd in 1803-1805 schulte in Hoogeveen en was daarnaast notaris. Hij trouwde in 1791 met de uit Alkmaar afkomstige Alida Berkhout (1766-1838).
In 1811 werden de voormalige schultambten Echtens-Hoogeveen en Zuidwoldiger-Hoogeveen samengevoegd tot een nieuwe gemeente. Meijer werd de eerste maire (later burgemeester) van Hoogeveen. Hoogeveen wilde graag een gemeentewapen waarbij op het schild een stapel turven werd afgebeld, aan weerszijden van het schild bijenkorven en erachter Maria (ontleend aan het wapen van de Landschap Drenthe). Meijer maakte zich in 1815 sterk voor dit ontwerp bij de Hoge Raad van Adel.
De Raad stelde in 1819 een wapen vast waarbij de turven en bijenkorven werden samengevoegd op het schild, Maria werd daarbij weggelaten. Tot in de twintigste eeuw werd echter het Mariawapen door de gemeente gebruikt in plaats van het officiële wapen.
In 1835 werd de toen 70-jarige Meijer als burgemeester opgevolgd door Rudolph Arent van Holthe tot Echten. Hij overleed op hoge leeftijd, twintig jaar later in de Hoogeveense buurtschap Huizen.